# Niels Frederik Bernhard Schiern
Niels Frederik Bernhard Schiern (født 27. november 1789 i Næstved, død 18. februar 1853 i København) var en dansk embedsmand. 
Schiern, der var søn af oberstløjtnant Johan Frederik Bardenfleth Schiern, blev 1806 student fra Odense Katedralskole, hengav sig i de følgende år med iver til studiet af matematik og astronomi og vandt så vel 1811 som 1812 universitetets guldmedalje for besvarelsen af to matematiske prisopgaver. I 1813 blev han uden at have taget embedseksamen adjunkt ved Metropolitanskolen, men entledigedes 1819 fra dette embede for at kunne overtage stillingen som bogholder i Kontoret for de udenlandske Betalinger. I 1826 blev han amtsforvalter i Nyborg Amtstuedistrikt; 1840 forflyttedes han der fra til det tilsvarende embede i Københavns Amt, og i slutningen af 1848, da W.C.E. Sponneck som finansminister besluttede sig til at iværksætte en gennemgribende reform af statens bogholderivæsen, blev han kaldet til som overfinansbogholder praktisk at gennemføre denne reform, ifølge hvilken det hidtil i høj grad splittede regnskabsvæsen blev afløst af et samtlige statens indtægter og udgifter omfattende bogholderi. Han løste denne opgave med stor dygtighed. I 1823 var han bleven kammerråd, 1836 justitsråd og 1852 etatsråd. Han blev 1825 gift med Susanne Margrethe Høst, født Oxholm (født 4. februar 1786 i København, død 17. april 1845 sammesteds), en datter af kaptajnløjtnant i Søetaten Jørgen Oxholm og Ane Margrethe, født Abildgaard. Hun var tidligere gift med Jens Kragh Høst. Fire af hendes børn i det ægteskab antog stedfaderens familienavn, blandt dem departementschef Einar Schiern og historikeren Frederik Schiern.